# 经济
經濟（英語：Economy）是對一定範圍（國家、區域等）內，組織生產、分配、流通、消費活動及關係的系統之統稱，通常以貨幣為媒介，以財貨或服务為結果。研究經濟問題、探討經濟發展規律、解釋經濟現象成因的社會科學，稱為經濟學。

## 詞源

### 中文
古時以「食貨」一詞泛指經濟財政之事，例如漢書以降歷代史書中的「食貨志」記載了各時代的經濟現況（漢書之前的史記則名之為「平準書」）。
至於经济的辭源出自东晋時代葛洪《抱朴子・内篇》中的“经世济俗”，意为治理天下，救济百姓。隋朝王通在《文中子・礼乐篇》则提出了“经济”一词：“皆有经济之道，谓经國济民”。
明清之际，政治秩序的巨大变动使得以王夫之、顧炎武、黄梨洲等为代表的一部分儒家学者开始理论反思，批判程朱理学和心学末流，提出学术要“经世致用”的口号。这种学术思想传播到了日本，影响了日本江户时代的学术，“经世论”开始在一些学者中流行。
但江户后期至明治时期，欧美思潮涌入日本。神田孝平首先在《经济小学》一書中用经济一词翻译英文的“political economy”，然而也有人認為是福澤諭吉首先使用這樣的译法。這段時期，日本学者开始用「経済(keizai)」一词指代因货币经济发展而带来的种种活动，并有了“经济指维系社会生活所必须的生产、消费、交易等活动”的説法。
此類与金钱、财物等实际问题相关的定义逐渐在日本流行，但這種用法與明清时期中文语境中“经济”的原始用法不同。當時日本亦有另一種译法“資生”，但是並未被普遍接受。而後用「經濟」一詞翻譯英文的的这种译法又被梁啟超在《論自由》一文中從日文引入汉语，也取代了嚴復在《原富》中的译法“計學”或是傳統的“生計學”、“平準學”，并进而在整个汉字文化圈内逐渐取代了经济一词的原本含义。
反對和製漢語者彭文祖在《盲人瞎马之新名词》 寫到，反對英文的economy翻譯成经济，認為是中國人瞎眼盲從。

### 英文
英文中源自古希腊语（家政术）。为家庭的意思，是方法或者习惯的意思。因此，其本来含义是指治理家庭财物的方法，到了近代扩大为治理国家的范围，为了区别于之前的用法也被称为政治经济学。这个名称后来被马歇尔改回经济学。到了现代，如果单称经济学的话，是在政治经济学或者更广的层面来考虑经济，因此一般在指经济学的时候，经济学与政治经济学是同义的。

## 经济活动
- 生产（国内生产总值、国民生产总值）
  - 消費、投資、貿易、入口、出口、收入分配

## 用语
- 需求 - 供给（供给和需求）
- 有效需求
- 民需・军需・军需产业
- 批发 - 零售
- 销售
- 宣传
- 营销
- 经济周期
- 产业
- 资本 - 投资・股票
- 劳动 - 雇用
- 货币 - 利息
- 通货膨胀 - 通货紧缩
  - 滞胀
- 帕雷托法则
- 马太效应
- 蝴蝶效应
- 经济体制
  - 市场经济
  - 计划经济
  - 混合经济
- 垄断
  - 卡特尔
  - 康采恩
  - 托拉斯
  - 辛迪加
- 金本位
- 泡沫经济
- 倒金字塔式經濟
- 浮动汇率制 - 固定汇率制
- 兑换纸币
- 股份公司・合资公司・有限公司
- 金融
- 金融机构
  - 商业银行
  - 投资银行
- 中央银行
- 股票
- 债券
- 期货
- 经济学途径